# Quý tộc Pháp

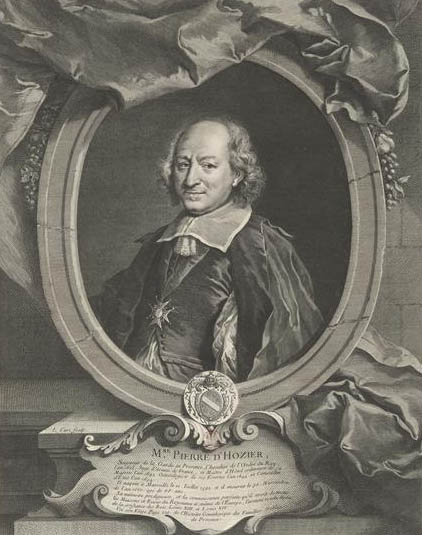
Pierre d'Hozier (1592–1660), nhà phả hệ và juge d'armes của Pháp, được thuê để xác minh giới quý tộc Pháp

Giới quý tộc Pháp (tiếng Pháp: la Noblesse française) là một tầng lớp xã hội đặc quyền ở Pháp từ thời Trung cổ cho đến khi bị bãi bỏ chế độ phong kiến vào ngày 23 tháng 6 năm 1790 trong cuộc Cách mạng Pháp.
Từ năm 1808 đến năm 1815 trong thời kỳ Đệ Nhất Đế chế Pháp, Hoàng đế Napoléon đã ban tặng các tước hiệu cho phe cánh của mình, và được công nhận là giới quý tộc mới theo Hiến chương ngày 4 tháng 6 năm 1814 do Vua Louis XVIII của Pháp ban hành.
Từ 1814 đến 1848 (Bourbon phục hoàng ở Pháp và Chế độ Quân chủ tháng Bảy) và từ 1852 đến 1870 (Đệ Nhị Đế chế Pháp), giới quý tộc Pháp được khôi phục, được cha truyền con nối, nhưng không có đặc quyền và các tước hiệu cha truyền con nối mới đã được cấp. Kể từ khi bắt đầu nền Đệ Tam Cộng hòa Pháp vào ngày 4 tháng 9 năm 1870, giới quý tộc Pháp không còn tồn tại một cách hợp pháp. Tuy nhiên, các tước hiệu xác thực trước đây có thể được công nhận là một phần của tên sau khi có yêu cầu gửi tới Bộ Tư pháp.
Các gia đình của giới quý tộc Pháp có thể xuất phát từ 2 nguồn gốc về nguyên tắc quý tộc của họ: các gia đình quý tộc lâu đời và các gia đình quý tộc Phong tước.
Có nhiều nguồn khác nhau về số lượng thực tế của các gia đình Pháp có nguồn gốc quý tộc, nhưng các nguồn đều đồng ý rằng nó tương ứng với các tầng lớp quý tộc nhỏ nhất ở châu Âu. Vào năm 1789, nhà sử học người Pháp François Bluche đưa ra con số 140.000 quý tộc (9.000 gia đình quý tộc) và tuyên bố rằng khoảng 5% quý tộc có thể tuyên bố xuất thân từ quý tộc phong kiến trước thế kỷ XV. Với tổng dân số là 28 triệu người, con số này chỉ chiếm 0,5%. Nhà sử học Gordon Wright đưa ra con số 300.000 quý tộc (trong đó 80.000 người thuộc tầng lớp quý tộc truyền thống), đồng ý với ước tính của nhà sử học Jean de Viguerie, hay hơn 1%. Về ruộng đất, vào thời kỳ cách mạng, điền trang quý tộc chiếm khoảng 1/5 ruộng đất toàn quốc.

## Trang phục

### Mũ

#### Chế độ cũ

Mũ miện của Công tước và Peer Pháp
Mũ miện của Công tước Pháp
Mũ miện của Hầu tước và Peer Pháp
Mũ miện của Hầu tước Pháp
Mũ miện của Bá tước và Peer Pháp
Mũ miện của Bá tước Pháp
Mũ miện của Tử tước và Peer Pháp
Mũ miện của Tử tước Pháp
Mũ miện của Vidame Pháp
Mũ miện của Nam tước và Peer Pháp
Mũ miện của Nam tước Pháp
Mũ miện của Hiệp sĩ Pháp

#### Đệ nhất Đế chế

Mũ miện của Hoàng tử Pháp
Mũ miện của Công tước Pháp
Mũ miện của Bá tước Pháp
Mũ miện của Nam tước Pháp
Mũ miện của Hiệp sĩ Pháp

### Trích dẫn
- Bénichou, Paul. Morales du grand siècle. Paris: Gallimard, 1948. ISBN 2-07-032473-7
- Bluche, François. L'Ancien Régime: Institutions et société. Collection: Livre de poche. Paris: Fallois, 1993. ISBN 2-253-06423-8
- Chaussinand-Nogaret, Guy. The French Nobility in the Eighteenth Century. Cambridge: Cambridge University Press, 1985.
- Hobsbawm, Eric. The Age of Revolution.  New York: Vintage, 1996. ISBN 978-0-679-77253-8
- Major, J. Russell. From Renaissance Monarchy to Absolute Monarchy: French Kings, Nobles & Estates. Baltimore: Johns Hopkins, 1994. ISBN 0-8018-5631-0
- Elias, Norbert. The Court Society. (Originally publ., 1969) New York: Pantheon, 1983. ISBN 0-394-71604-3
- Soboul, Albert.  La Révolution française.  Paris: Editions Sociales, 1982.  ISBN 2-209-05513-X
- Viguerie, Jean de.  Histoire et dictionnaire du temps des Lumières 1715-1789. Collection: Bouquins.  Paris: Laffont, 1995. ISBN 2-221-04810-5
- Wright, Gordon. France in Modern Times. 4th ed. New York: Norton, 1987. ISBN 0-393-95582-6